# Eskilstuna United Damfotbollsförening
L'Eskilstuna United Damfotbollsförening, abbreviato in Eskilstuna United DFF e citato anche semplicemente come Eskilstuna United, è la principale squadra di calcio femminile della città di Eskilstuna, in Svezia, dove fu fondata il 29 settembre 2002. Gioca le proprie gare casalinghe allo stadio Tunavallen di Eskilstuna. La società è affiliata alla Södermanlands Fotbollförbund, un'associazione calcistica che gestisce il calcio nella contea di Södermanland.

## Storia

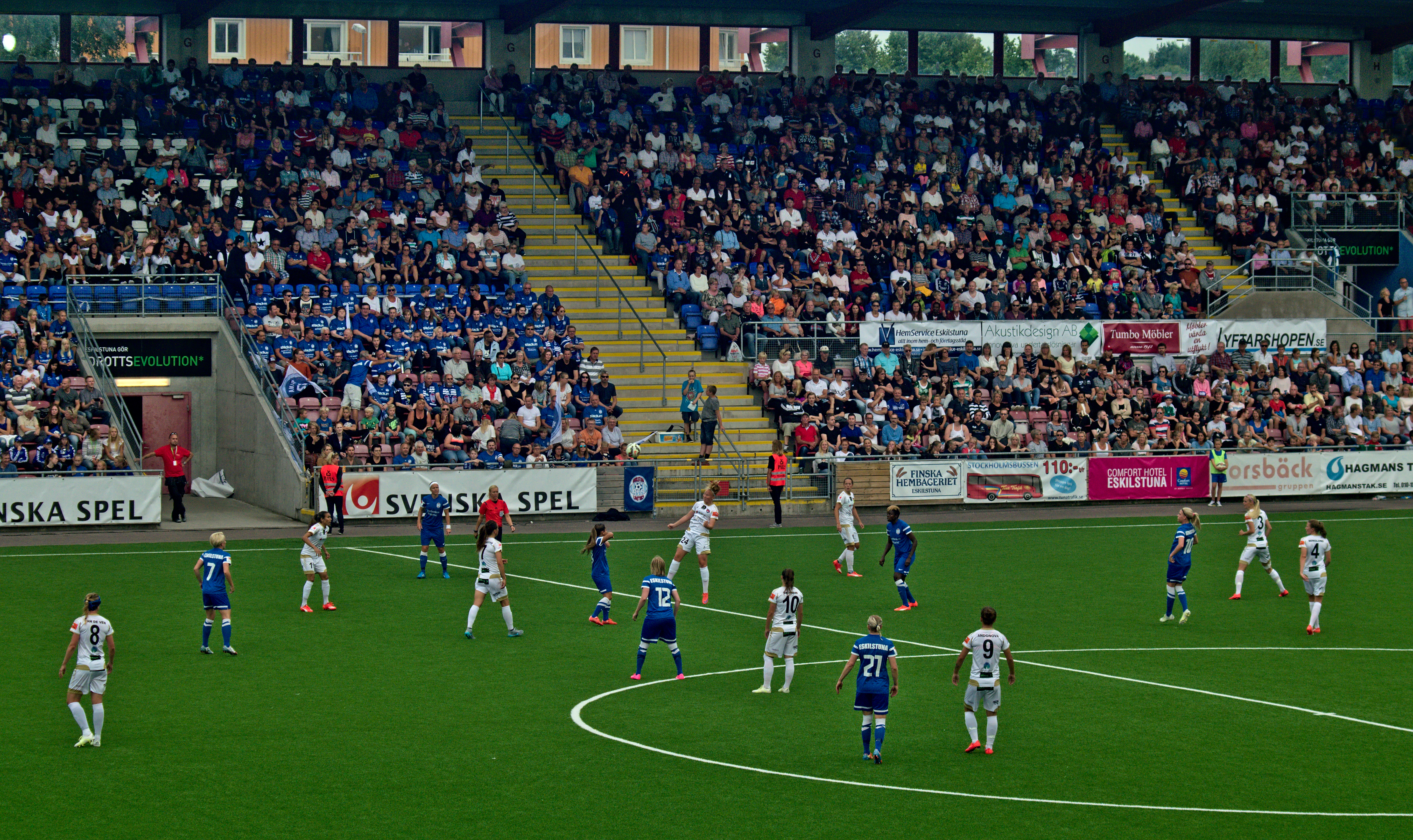
Incontro Eskilstuna United vs in Damallsvenskan 2015.

L'Eskilstuna United fu fondato nel 2002 dalla fusione dello Slagsta IK e dello Tunafors SK. Nel 2013 ha partecipato alla prima stagione di Elitettan, concludendo il campionato al primo posto e guadagnando la promozione in Damallsvenskan, la massima serie del campionato svedese femminile di calcio. Nel 2015, alla seconda stagione in Damallsvenskan, l'Eskilstuna United conquistò il secondo posto in campionato a un solo punto di distanza dal Rosengård. Grazie a questo risultato l'Eskilstuna United è stato ammesso all'edizione 2016-2017 della UEFA Women's Champions League, partendo dalla fase ad eliminazione diretta.
Il 5 dicembre 2022 la Federcalcio svedese (SvFF) annunciò che ad una valutazione il club era stato penalizzato per non aver soddisfatto i requisiti economici, e per questo motivo non poteva essere iscritto al campionato di Damallsvenskan 2023, venendo invece retrocesso in Elitettan. Nonostante il ricorso inoltrato dalla società, il 2 gennaio 2023 l'SvFF annunciò la sua decisione di promuovere l'IK Uppsala, 3º classificato in Elitettan 2022.

## Palmarès

### Competizioni nazionali
- Campionato svedese di seconda divisione: 1

2013

### Altri piazzamenti
- Campionato svedese:

Secondo posto: 2015
Terzo posto: 2016, 2017

## Statistiche

### Risultati nelle competizioni UEFA
| Stagione | Competizione     | Fase                 | Avversario   | Risultato | Risultato | Risultato |
| Stagione | Competizione     | Fase                 | Avversario   | andata    | ritorno   | aggregato |
| -------- | ---------------- | -------------------- | ------------ | --------- | --------- | --------- |
| 2016-17  | Champions League | sedicesimi di finale | Glasgow City | 1-0       | 2-1       | 3-1       |
| 2016-17  | Champions League | ottavi di finale     | Wolfsburg    | 1-5       | 0-3       | 1-8       |

## Organico

### Rosa 2022
Rosa, ruoli e numeri di maglia estratti dal sito ufficiale, aggiornati al 10 aprile 2022
| N. |                        | Ruolo | Calciatrice               |
| -- | ---------------------- | ----- | ------------------------- |
| 1  | Serbia (bandiera)      | P     | Milica Kostić             |
| 4  | Svezia (bandiera)      | D     | Emma Östlund              |
| 5  | Norvegia (bandiera)    | D     | Elise Stenevik            |
| 6  | Svezia (bandiera)      | C     | Felicia Saving            |
| 7  | Svezia (bandiera)      | C     | Elin Rombing              |
| 8  | Svezia (bandiera)      | C     | Linn Vickius              |
| 9  | Svezia (bandiera)      | A     | Mia Jalkerud              |
| 10 | Svezia (bandiera)      | A     | Paulina Nyström           |
| 11 | Svezia (bandiera)      | A     | Emma Engström             |
| 13 | Stati Uniti (bandiera) | P     | Katlynn Fraine            |
| 14 | Norvegia (bandiera)    | C     | Noor Hoelsbrekken Eckhoff |
| 16 | Svezia (bandiera)      | A     | Felicia Rogic             |

| N. |                     | Ruolo | Calciatrice            |
| -- | ------------------- | ----- | ---------------------- |
| 17 | Svezia (bandiera)   | C     | Chloe Eriksson         |
| 18 | Nigeria (bandiera)  | C     | Halimatu Ayinde        |
| 20 | Svezia (bandiera)   | D     | Anna Oscarsson         |
| 21 | Norvegia (bandiera) | D     | Joanna Bækkelund       |
| 22 | Svezia (bandiera)   | D     | Lucia Duras            |
| 23 | Svezia (bandiera)   | C     | Fiona Eriksson         |
| 24 | Svezia (bandiera)   | C     | Elisabeth Tillenius    |
| 25 | Nigeria (bandiera)  | A     | Ngozi Sonia Okobi      |
| 26 | Svezia (bandiera)   | C     | Alva Karlsson          |
| 29 | Svezia (bandiera)   | D     | Matilda Plan           |
| 30 | Islanda (bandiera)  | P     | Guðbjörg Gunnarsdóttir |

### Rosa 2021
Rosa, ruoli e numeri di maglia estratti dal sito ufficiale, aggiornati al 14 aprile 2021
| N. |                      | Ruolo | Calciatrice     |
| -- | -------------------- | ----- | --------------- |
| 1  | Svezia (bandiera)    | P     | Emelie Lundberg |
| 2  | Svezia (bandiera)    | C     | Lucia Duras     |
| 3  | Svezia (bandiera)    | P     | Emma Holmgren   |
| 4  | Svezia (bandiera)    | D     | Emma Östlund    |
| 5  | Norvegia (bandiera)  | D     | Elise Stenevik  |
| 6  | Svezia (bandiera)    | D     | Amanda Nildén   |
| 7  | Svezia (bandiera)    | C     | Elin Rombing    |
| 8  | Svezia (bandiera)    | C     | Linn Vickius    |
| 9  | Finlandia (bandiera) | A     | Kaisa Collin    |
| 10 | Svezia (bandiera)    | A     | Loreta Kullashi |
| 11 | Svezia (bandiera)    | A     | Emma Engström   |
| 13 | Svezia (bandiera)    | C     | Felicia Saving  |
| 14 | Svezia (bandiera)    | A     | Chloe Eriksson  |

| N. |                    | Ruolo | Calciatrice         |
| -- | ------------------ | ----- | ------------------- |
| 15 | Scozia (bandiera)  | D     | Vaila Barsley       |
| 16 | Svezia (bandiera)  | A     | Felicia Rogic       |
| 17 | Cipro (bandiera)   | C     | Elena Aristodemou   |
| 18 | Nigeria (bandiera) | C     | Halimatu Ayinde     |
| 19 | Svezia (bandiera)  | C     | Johanna Renmark     |
| 20 | Svezia (bandiera)  | D     | Anna Oscarsson      |
| 21 | Svezia (bandiera)  | C     | Cajsa Åkerberg      |
| 22 | Svezia (bandiera)  | D     | Fanny Andersson     |
| 23 | Svezia (bandiera)  | C     | Fiona Eriksson      |
| 24 | Svezia (bandiera)  | C     | Elisabeth Tillenius |
| 25 | Nigeria (bandiera) | C     | Ngozi Sonia Okobi   |
| 29 | Svezia (bandiera)  | D     | Matilda Plan        |

### Rosa 2020
Rosa, ruoli e numeri di maglia tratti dal sito ufficiale, aggiornati al 30 giugno 2020
| N. |                        | Ruolo | Calciatrice     |
| -- | ---------------------- | ----- | --------------- |
| 1  | Svezia (bandiera)      | P     | Emelie Lundberg |
| 2  | Svezia (bandiera)      | D     | Stina Niklasson |
| 5  | Norvegia (bandiera)    | D     | Elise Stenevik  |
| 6  | Norvegia (bandiera)    | A     | Nor Mustafa     |
| 7  | Svezia (bandiera)      | C     | Elin Rombing    |
| 8  | Svezia (bandiera)      | C     | Linn Vickius    |
| 9  | Finlandia (bandiera)   | A     | Kaisa Collin    |
| 10 | Svezia (bandiera)      | A     | Loreta Kullashi |
| 11 | Stati Uniti (bandiera) | P     | Cosette Morché  |
| 14 | Finlandia (bandiera)   | C     | Julia Tunturi   |
| 15 | Scozia (bandiera)      | D     | Vaila Barsley   |

| N. |                    | Ruolo | Calciatrice       |
| -- | ------------------ | ----- | ----------------- |
| 16 | Svezia (bandiera)  | A     | Felicia Rogic     |
| 17 | Cipro (bandiera)   | C     | Elena Aristodimou |
| 18 | Nigeria (bandiera) | C     | Halimatu Ayinde   |
| 19 | Svezia (bandiera)  | C     | Johanna Renmark   |
| 20 | Svezia (bandiera)  | D     | Anna Oskarsson    |
| 22 | Svezia (bandiera)  | D     | Fanny Andersson   |
| 23 | Svezia (bandiera)  | C     | Fiona Eriksson    |
| 24 | Svezia (bandiera)  | A     | Emma Engström     |
| 25 | Nigeria (bandiera) | C     | Ngozi Okobi       |
| 29 | Svezia (bandiera)  | D     | Matilda Plan      |

### Staff tecnico 2017
Staff tecnico come da sito ufficiale.
- Magnus Karlsonn - Allenatore
- Kevin Andersson - Allenatore in seconda
- Richard Jonasson - Allenatore dei portieri
- Gustav Hellgren - Preparatore fisico
- Anders Blomstrand - Assistente
- Morgan Boussard - Assistente
- Elina Gustafsson - Agente giocatrici
- Anna Gau - Fisioterapista
- Peter Höglund - Massaggiatore